# Alessandro Gritti
Alessandro Gritti (Vertova, 1º aprile 1947) è un pilota motociclistico italiano, specializzato nelle competizioni in fuoristrada.

## Carriera
Dopo aver iniziato la sua carriera agonistica non ancora ventenne è restato attivo nel campo delle competizioni di motociclismo per oltre vent'anni durante i quali ha conquistato quattordici campionati italiani tra assoluti e di classe e quattro titoli europei di enduro.
All'inizio della carriera ha ottenuto anche buoni risultati nel motocross, ottenendo il titolo nazionale nel 1975 e 1979, ma i risultati più importanti vennero da quella che allora era chiamata "Regolarità"
Comincia nel lontano 1966 a correre nella regolarità vincendo al debutto il campionato junior classe 100.
Nel 1967 chiamato al servizio militare, entra nelle Fiamme Gialle, il gruppo sportivo delle Finanza ed in cinque anni conquista tre campionati italiani con la Moto Morini nella classe 175.
Nel 1972, passa alla Puch e vince il titolo tricolore delle 125, ripetendosi nel 1973 e nel 1974 con la Gilera ufficiale.
Nel 1975, con la squadra KTM, conquista il campionato italiano enduro 175, l'europeo enduro 250 ed anche l'italiano cross 250.
Non essendo ancora stato istituito il campionato mondiale (inaugurato nel 1990), il campionato europeo era la manifestazione più importante a livello di gara in singolo e Gritti si aggiudicò in sella ad una KTM l'edizione del 1975, riconfermando il titolo per altre tre volte in seguito.
Nel 1976 è primo nell'europeo 125, primo assoluto alla Sei Giorni nella 250 e secondo nell'italiano cross 250.
Nel 1977 vince ancora l'europeo nella 250, ma alla Sei Giorni perse l'italiano regolarità e l'italiano cross, nonostante fosse in testa in entrambi, solo perché il manager della squadra italiana ritirò tutta la formazione per protesta e gli impedì di correre nelle ultime due gare. Il caso venne poi riesaminato; Gritti venne assolto e la squalifica fu ritirata, ma intanto i due titoli se ne erano andati.
Nel 1978 si classifica terzo e nel 1979 viene licenziato dalla KTM dopo la vittoria nell'italiano cross 250 e nella Sei Giorni in Austria, perché ritenuto vecchio.
Nel 1980 vince il tricolore regolarità 250 con la Kramer, doppiandolo nel 1981, anno in cui ottiene anche l'europeo 250, e l'assoluto ed il Trofeo alla Sei Giorni dell'Isola D’Elba.
Ne 1982, con la SWM, non vince e nemmeno nei due anni successivi, due volte secondo con la KTM
Nel 1985 vince l'assoluto 250 nel campionato italiano.
Nel mondiale 1986 a San Pellegrino perde l'assoluto per pochi secondi, mentre dal 1987 al 1989 ottiene alcuni piazzamenti: un secondo, un terzo ed un quarto.
Nel 1990 vince di nuovo il campionato italiano, nella quattro tempi, in sella ad un'Husqvarna.
Nella sua carriera, durata ben 27 anni, ha vinto 14 titoli nazionali, 5 titoli europei e 2 di squadra alla Sei Giorni, oltre ad un Vaso d’Argento e 10 medaglie d’oro.
- Campione Italiano negli anni 1966, 1967, 1968, 1970, 1972
```
- 1º alle Valli Bergamasche negli anni 1972, 1975, 1976, 1977
```

```
- 1º al Campionato italiano di regolarità negli anni 1973, 1974, 1975, 1980
```

```
- 1º al Campionato Europeo di regolarità negli anni 1975, 1976, 1977, 1978
```

```
- 1º al Campionato italiano di motocross negli anni 1975 e 1979
```

```
- 1º alla Sei Giorni negli anni 1976 e 1981
```

```
- Campione Europeo di Enduro nel 1981
```

```
- Campione Italiano di Enduro negli anni 1981 e 1985
```

```
- Campione Italiano negli anni 1990 e 1992 oltre a numerosi 2º, 3º e 4º posto in numerose gare nazionali ed internazionali
```

Vittorie di rilievo nella Sei Giorni Internazionale di Enduro del 1981, come componente della squadra nazionale italiana, nella Coppa Mille Dollari e in 4 edizioni della Valli Bergamasche.
Nella sua lunga carriera ha pilotato, tra l'altro, anche Moto Morini, Puch, Gilera e Kramer.
Viene nominato nel 1977, Cavaliere della Repubblica Italiana per meriti sportivi, come uno dei migliori atleti azzurri di tutti i tempi, insieme a Sara Simeoni, Klaus Dibiasi e Pietro Mennea.
È citato negli annali fra i primi 15 migliori piloti mondiali del secolo.
Posto termine alla sua carriera nell'agonismo professionistico, ha continuato a competere nelle competizioni destinate ai seniores e nei trofei della Regolarita d'epoca.
L'11 ottobre 2016, all'età di 69 anni, partecipa alla SIX DAYS Internazionale di Enduro, di Navarra, in Spagna, la gara di fuoristrada più antica al mondo, concludendo la gara 307º nella classifica individuale (su 542 partecipanti) e 60º con il Moto Club Careter Imerio Testori (su 123 moto club partecipanti), diventando così il pilota più anziano nella storia della Sei Giorni.